# Marmeleiro
O marmeleiro (Cydonia oblonga), é uma pequena árvore, único membro do género Cydonia, da família Rosaceae, cujos frutos são chamados marmelos. É originário das regiões mais amenas da Ásia Menor e Sudeste da Europa. Também é conhecido pelos nomes de marmeleiro-da-europa, marmelo e pereira-do-japão.

## Descrição botânica
A árvore de marmeleiro apresenta porte médio (3 a 6 metros), folhas oblongas e caducas, de sistema radicular superficial e fasciculado, com tronco tortuoso e copa arredondada. É uma árvore melífera, com flores alvas ou róseas. Os frutos são, normalmente, amarelos quando maduros, grandes, bastante aromáticos e adstringentes.
Distinguem-se duas principais variedades de marmelo em Portugal, cultivadas sobretudo no Alentejo: 
- Gigante de Vranja, cuja árvore tem porte vertical e frutos oblongos de polpa adocicada, muito perfumado quando maduro.[2]
- Portugal, cuja árvore tende para a verticalidade, frutos arredondados e polpa pouco adocicada, algo perfumado quando maduro.[2]

## Usos
Em Portugal é um fruto que não é normalmente consumido cru, mas cozido, geralmente fazendo-se marmelada. Também se consome assado. 
No Brasil, é consumido quase que exclusivamente na forma industrializada, para produção de marmelada, e os frutos, tendo em vista a insuficiente produção local para a indústria, são importados do Uruguai e Argentina. Mas, atualmente, a Capital do Doce de Marmelo quase artesanal é em São João do Paraíso (Minas Gerais), o doce já sai fabricado de São João do Paraíso "artesanalmente".
As sementes podem ser utilizadas como antidiarréico. Do marmeleiro também se extrai a vara de marmelo, instrumento de punição bastante usado no passado, e ainda em uso em algumas localidades.

## História
A árvore de marmeleiro parece ser autóctone da Europa meridional ou das orlas do Már Cáspio. O marmelo já era cultivado na antiga Babilónia, 4000 A.C.

### Brasil
Acredita-se que os primeiros marmeleiros plantados no Brasil tenham sido trazidos por Martim Afonso de Sousa na sua viagem de 1530. Os marmeleiros teriam se habituado muito bem ao clima da Capitania de São Vicente, principalmente a Serra da Mantiqueira, onde teria se tornado uma cultura subespontânea. No século XX, chegou a ser uma cultura importante, principalmente na década de 1930, quando a marmelada chegou a ser o doce industrializado mais consumido no País. Atualmente a capital do doce de marmelo tradicional é em São João do Paraíso (Minas Gerais).

## Economia do marmelo

### Mundo
Segundo dados da FAO, a produção mundial de marmelos no ano de 2016, foi de aproximadamente 677 mil de toneladas. O Uzbequistão e a Turquia lideram como maiores produtores mundiais. O ranking dos principais produtores mundiais está listado a baixo:
| Produção em toneladas Ano 2016 Fonte: FAOSTAT (FAO) |             |                |             |
| Ranking                                             | País        | Produção (ton) | Percentagem |
| 1º                                                  | Uzbequistão | 129 467        | 19,10%      |
| 2º                                                  | Turquia     | 126 400        | 18,64%      |
| 3º                                                  | China       | 111 968        | 16,52%      |
| 4º                                                  | Irão        | 74 418         | 10,98%      |
| 5º                                                  | Marrocos    | 32 087         | 4,73%       |
| 6º                                                  | Líbano      | 30 376         | 4,48%       |
| 7º                                                  | Azerbaijão  | 28 248         | 4,17%       |
| 8º                                                  | Argentina   | 27 228         | 4,02%       |
| 9º                                                  | Argélia     | 12 231         | 1,80%       |
| 10º                                                 | Sérvia      | 10 957         | 1,62%       |
|                                                     | Total       | 677 949        | 100%        |

### Portugal
Em 2016, a produção anual de marmelos em Portugal estabilizou-se nas 6046 toneladas, para uma área de cultivo de 796 hectares.

### Brasil
Segundo o IGBE, a produção total brasileira de marmelos no ano de 2016 foi de 741 toneladas, em 113 hectares e com produtividade média 5,49 toneladas por hectare. Apenas 17 municípios em todo o Brasil produziram marmelo comercialmente neste ano, destacando-se os municípios de Cidade Ocidental no estado de Goiás, e os municípios mineiros de São João do Paraíso, Marmelópolis e Itacambira.
| Municípios produtores de marmelo no Brasil em 2016 Produção (toneladas), Área colhida (hectares), Produtividade (ton/ha) Fonte: IBGE - PAM (Produção Agrícola Municipal) |                       |        |                |                   |                        |
| Ranking | Município             | Estado | Produção (ton) | Área colhida (ha) | Produtividade (ton/ha) |
| 1º | Cidade Ocidental      | GO     | 200            | 20                | 10,0                   |
| 2º | São João do Paraíso   | MG     | 144            | 18                | 8,0                    |
| 3º | Marmelópolis          | MG     | 120            | 12                | 10,0                   |
| 4º | Itacambira            | MG     | 90             | 18                | 5,0                    |
| 5º | Novo Cruzeiro         | MG     | 50             | 10                | 5,0                    |
| 6º | Serro                 | MG     | 25             | 5                 | 5,0                    |
| 7º | Caxias do Sul         | RS     | 22             | 2                 | 11,0                   |
| 8º | Bento Gonçalves       | RS     | 18             | 3                 | 6,0                    |
| 9º | Cachoeira de Pajeú    | MG     | 16             | 4                 | 4,0                    |
| 10º | Pinto Bandeira        | RS     | 12             | 2                 | 6,0                    |
| 11º | Delfim Moreira        | MG     | 10             | 2                 | 5,0                    |
| 12º | Morro do Chapéu       | BA     | 10             | 3                 | 3,3                    |
| 13º | Caçapava do Sul       | RS     | 10             | 10                | 1,0                    |
| 14º | Monte Belo do Sul     | RS     | 6              | 1                 | 6,0                    |
| 15º | Arvorezinha           | RS     | 3              | 1                 | 3,0                    |
| 16º | Santa Maria do Herval | RS     | 3              | 1                 | 3,0                    |
| 17º | Mucugê                | BA     | 2              | 1                 | 2,0                    |
| Total | Brasil                | -      | 741            | 113               | 5,49                   |

A produção de marmelo já foi bastante concentrada nas cidades mineiras de Delfim Moreira e Marmelópolis, no alto da Serra da Mantiqueira - e apesar do declínio do cultivo na região entre décadas de 70 e 80, nos últimos anos programas de incentivos da retomada do cultivo são realizados entre pesquisadores e agricultures. Apesar da demanda pela fruta por parte da indústria para fabricação de marmelada, a maior parte dela é suprida por produtores localizados na Argentina e do Uruguai. O processo de produção de produtos oriundos do marmelo é quase todo artesanal.

## Cultivo e reprodução
O marmeleiro requer menos horas de frio do que a macieira e a pereira, por isso, no Brasil, esta planta pode ser cultivada desde o Rio Grande do Sul até a Bahia. O marmeleiro pode ser propagado vegetativamente por estaquia, mergulhia (de cepa ou em sulcos) e por enxertia (borbulhia ou garfagem) sobre porta-enxertos produzidos vegetativamente.

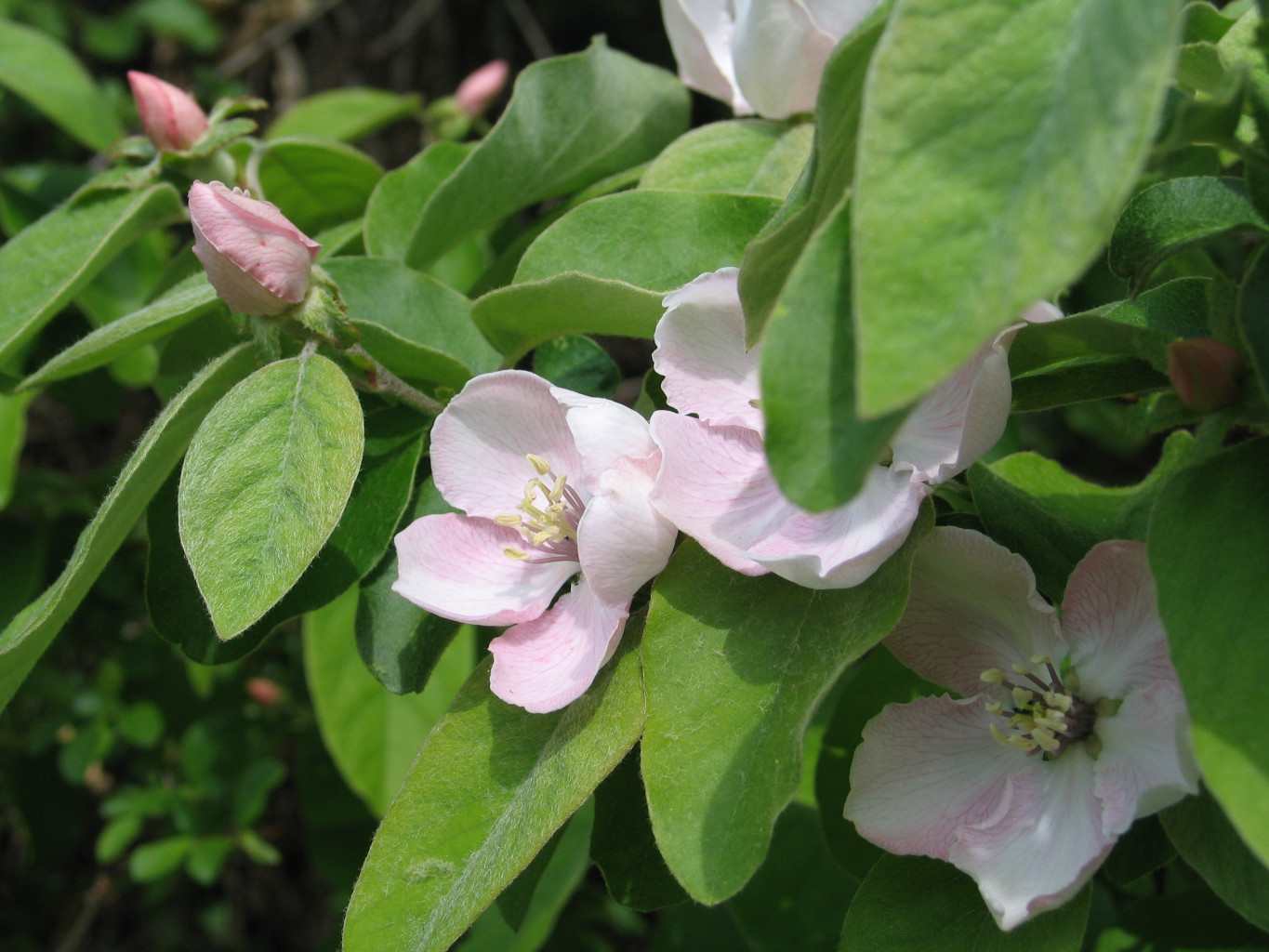
Flores de marmelo
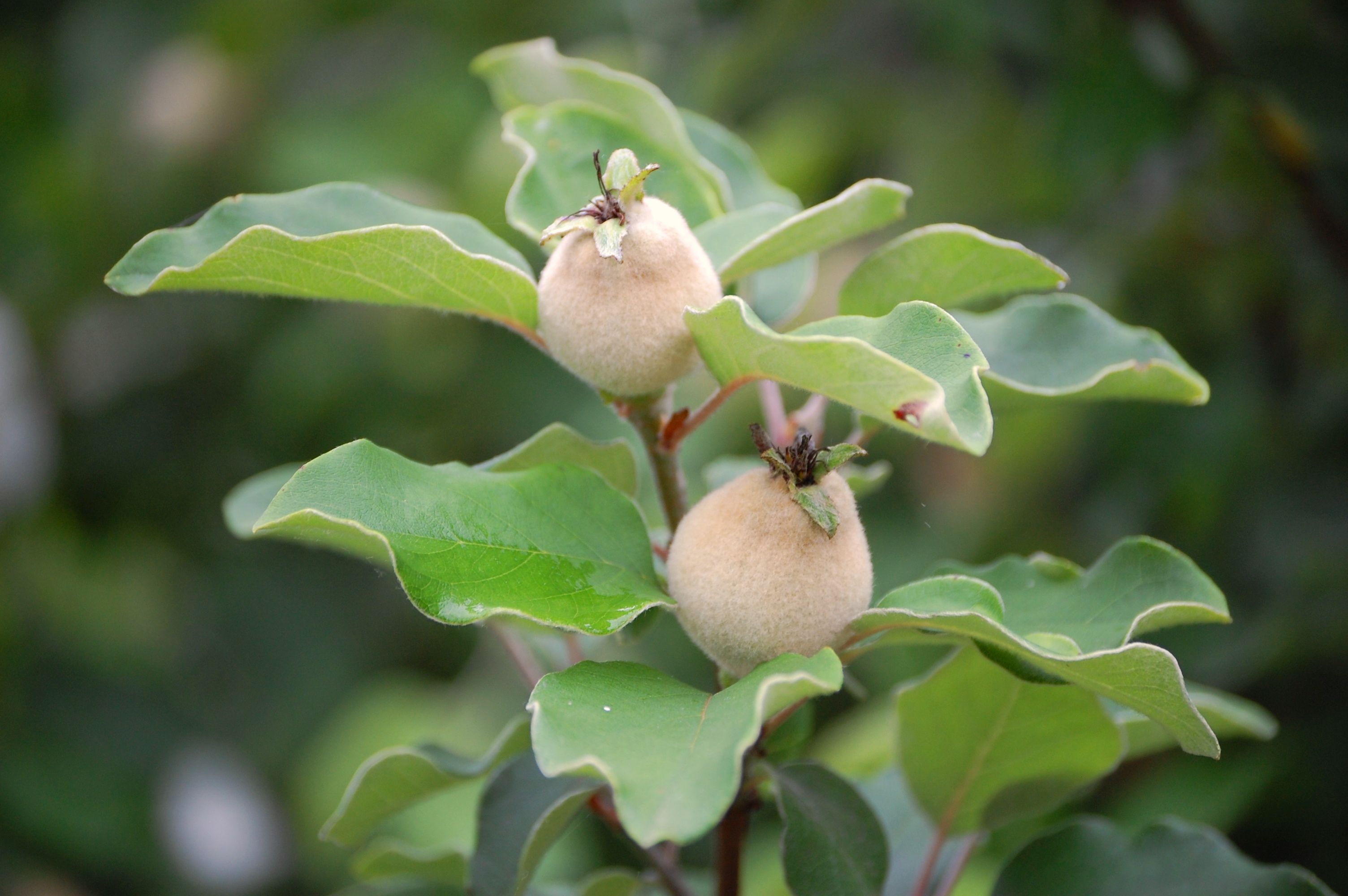
Frutos imaturos
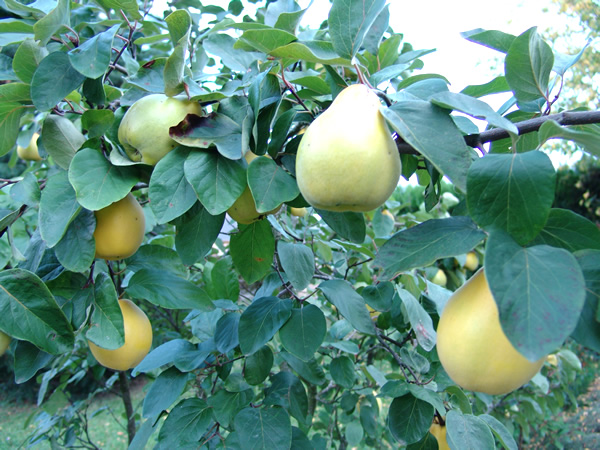
Frutos maduros